# زمان پروترومبین
زمان پروترومبین (به انگلیسی: Prothrombin Time) فعالیت مسیر خارجی انعقاد خون و فاکتورهایI, II, V, VII و X را اندازه می‌گیرد. طولانی شدن آن در اثر کاهش یا عدم فعالیت این فاکتورها به‌وجود می‌آید.

## مقدارطبیعی
مقدار طبیعی PT بین ۱۰ تا ۱۴ ثانیه است. این مقدار به روشی بین‌المللی با مقدار تست سنجیده می‌شود که آن را INR می‌گویند. INR نرمال بین هشت دهم تا یک و دو دهم است در بیمارانی که داروهای ضد انعقاد مانند وارفارین دریافت می‌کنند هدف افزایش INR تا ۲ یا ۳ است.

## علل تغییر
همه عوامل انعقاد خون غیر از فاکتور VIII در کبد سنتز می‌شوند و کمبود آنها می‌تواند به سرعت پس از بیماری گسترده کبدی مانند هپاتیت یا سیروز، کمبود ویتامین کا و مصرف وارفارین اتفاق بیفتد.
طولانی شدن PT در اثر سوءجذب چربیها یا کمبود ویتامین k به‌وسیله پاسخ کامل (طی چند روز) به درمان تزریقی ویتامین K، از بیماری کبدی افتراق می‌یابد.
طولانی شدن PT و PTT با هم: کمبود فاکتور X , V یا II، کمبود ویتامین k در مراحل دیررس